# 吸血蝠亞科
吸血蝠亚科（英文：Vampire bat）是属于脊索动物门哺乳纲翼手目叶口蝠科的亚科，含有吸血蝠、毛腿吸血蝠和白翼吸血蝠三个种，都原产于美洲。
南美洲吸血蝙蝠通常咬哺乳动物和鸟类来吸血，通常不袭击人类。主要分布于中南美洲、加勒比海群岛等地。本身为群居生活，吸食血液方式，为用尖牙咬破猎物皮肤，然后舔舐该处流的血。英文学名「Vampire bat」为欧洲人所起，由于吧吸血蝙蝠融入吸血鬼的形象。

## 语源
亚科名“Desmodontinae”出自古希腊文词“δεσμός”(desmós, "捆绑") + “ὀδών”(odṓn, "牙") + 和新拉丁文动物亚科名称后缀“-inae”。
1. ↑  貓頭鷹出版社編譯小組. . 生物. 貓頭鷹出版社. 2000-11-15: 65. ISBN 9578686005.
2. ↑  TEAS事務所. . 奇幻. 青文出版社. 2017/03/09: 27. ISBN 9789865375614.